# خالد قباني
خالد محي الدين قباني (1945 - )، سياسي وحقوقي لبناني، يرأس مجلس الخدمة المدنية.

## حياته العلمية والعملية
- حاصل على شهادة الحقوق من الجامعة اللبنانية ودكتوراه دولة في القانون العام بعام 1979. كما حصل على شهادة الدبلوم في الإدارة العامة من المعهد الوطني للإدارة والإنماء، وشهادة دبلوم دراسات عليا في القانون الخاص وشهادة دبلوم دراسات عليا في القانون العام.
- عمل كأستاذ محاضر في كلية الحقوق والعلوم السياسية والإدارية بالجامعة اللبنانية، في معهد القضاء الأعلى. حيث كان أستاذًا في القانون الإداري وأستاذًا في تاريخ لبنان السياسي، كما أنه أستاذ في القانون الدستوري بكلية الدراسات العليا لطلبة الدكتوراه، كما أنه مشرف على عدد من أطروحات الدكتوراه في القانونين الإداري والدستوري وفي العلوم السياسية. كما أنه عمل كأستاذ محاضر في المدرسة الحربية بالفترة من 1980 إلى 1987، وأستاذ محاضر في كلية الأركان العسكرية العليا بعام 1994.
- بعام 1969 رأس دائرة القضايا في وزارة العدل، وفي الفترة من عام 1970 حتى عام 1974 عمل كملحق دبلوماسي في السفارة اللبنانية في الكويت والبحرين.
- بالفترة من 1975 إلى 1994 عمل قاضيًا في مجلس شورى الدولة، وفي عام 1994 عين عضوًا في المجلس الدستوري وذلك حتى عام 2000، كما أنه رأس غرفه في مجلس شورى الدولة وذلك من عام 2001 حتى 2005.
- كان بالفترة من عام 1980 حتى 1992 مستشارًا لرؤساء مجلس الوزراء، كما أنه من عام 1994 كان مستشارًا لرئيس مجلس النواب الرئيس حسين الحسيني وذلك حتى عام 1992.
- شارك في عضوية في العديد من اللجان الإدارية والقانونية والدستورية ومنها مشاركته في عضوية الهيئة الاستشارية العليا للجامعة اللبنانية بالفترة من 1980 - 2001.
- شارك في مؤتمرات دولية وعربية مخصصة لمعالجة القضية اللبنانية أثناء الحرب منها:
  - اجتماعات اللجنة السداسية برئاسة وزير الخارجية الكويتي الشيخ صباح الأحمد الصباح لمعالجة القضية اللبنانية التي عقدت في 12 يناير 1989 بتونس بتكليف من مؤتمر القمة العربية وكان إلى جانب رئيس مجلس النواب الرئيس حسين الحسيني ورئيس مجلس الوزراء الرئيس سليم الحص.
  - اجتماعات اللجنة السداسية التي عقدت بنهاية شهر يناير في تونس مع رؤساء الجمهورية ورؤساء مجلس النواب ورؤساء مجلس الوزراء السابقين كممثل للرئيسن حسين الحسيني وسليم الحص.
  - اجتماعات اللجنة السداسية التي عقدت في فبراير 1989 بالكويت مع رؤساء الطوائف اللبنانية.
  - شارك في وضع مشروع اتفاق الطائف الذي عرض على أعضاء مجلس النواب المجتمعين في مدينة الطائف بالسعودية بناء على دعوة اللجنة الثلاثية المشكلة بموجب قرار القمة العربية الذي إنعقد في الدار البيضاء بتاريخ 26 مايو 1989.
  - شارك في مؤتمر الطائف وفي أعمال لجنة الـ17 التي إنبثقت عن المؤتمر وأقرت مشروع اتفاق الطائف.
  - قام بوضع مشروع القانون الدستوري بتكليف رسمي من رئيس مجلس الوزراء سليم الحص والذي تم بموجبه تعديل الدستور وأدخلت في صلبه الإصلاحات السياسية التي أقرت في اتفاق الطائف، والذي أقره مجلس الوزراء ومن ثم مجلس النواب في جلسته المنعقدة بتاريخ 21 أغسطس 1990 بحضوره.
  - شارك في عدد من المؤتمرات الدستورية في القاهرة والجزائر وتونس كممثل للبنان وللمجلس الدستوري اللبناني.
  - شارك في تأسيس اتحاد المحاكم والمجالس الدستورية العربية، كما مثل لبنان في المؤتمر التحضيري والتأسيسي للاتحاد الذي إنعقد في القاهرة بتاريخ 25 و26 فبراير 1997، وفي الجزائر بتاريخ 26 يونيو 1997.
- شارك في عدة حكومات لبنانية وحمل أكثر من حقيبة وزرارية:
  - وزيرًا للعدل بالفترة من 19 أبريل 2005 حتى 19 يوليو 2005 في حكومة الرئيس نجيب ميقاتي في عهد الرئيس إميل لحود.
  - وزيرًا للتربية والتعليم بالفترة من 19 أبريل 2005 حتى 11 يوليو 2008 في حكومة الرئيس فؤاد السنيورة في عهد الرئيس إميل لحود.
  - وزير دولة من 11 يوليو 2008 حتى 9 نوفمبر 2009 في حكومة الرئيس فؤاد السنيورة في عهد الرئيس ميشال سليمان.
- في 3 مارس 2010 عينه مجلس الوزراء رئيسًا لمجلس الخدمة المدنية.[1]
- مدير دار الايتام الإسلامية- مؤسسات الرعاية الاجتماعية.

## حياته الأسرية
متزوج من فاديا رمضان.